# Новиков, Юрий Михайлович
Юрий Михайлович Новиков (6 августа 1946, Ленинград — 6 сентября 2018, Сочи) — советский и российский художник-керамист, дизайнер, педагог, основатель «Музея керамики Юрия Новикова» и творческой мастерской с полным технологическим циклом в технике «майолика» в Сочи.
Представитель петербургской школы керамики, один из ведущих специалистов России в области художественной керамики, член Союза художников России, лауреат медалей «Леонардо», «За заслуги в культуре и искусстве», золотой медали «Книги рекордов России», номинант Книги рекордов Гиннесса , дипломант многих российских и международных форумов и симпозиумов, участник более 100 международных и всесоюзных выставок.

## Биография

### Детство и годы обучения
Юрий Новиков коренной ленинградец-санкт-петербуржец, родился в Ленинграде 6 августа 1946 года на ул. Миллионной (Халтурина) д. 25, кв. 66. Отец — Новиков Михаил Матвеевич (1902—1952) был инженером по производству морских торпед, работал на Ижорском заводе, был представителем Наркомата оборонной промышленности, пострадал в ходе предвоенных репрессий в оборонной промышленности СССР — в 1938 году в Махачкале, находясь в командировке на торпедном заводе «Двигатель-строй», был арестован, перед ВОВ освобождён. В годы войны был командиром группы торпедных катеров Краснознамённого балтийского флота, которая дислоцировалась на базе Финского залива, награждён медалью «За оборону Ленинграда». Мать Новикова (Хмелёва) Римма Арсентьевна (1921—2013) из Вологодской области (д. Назарово). Её отец Хмелёв Арсентий служил в русской армии и участвовал в спасении царской семьи во время крушения императорского поезда в 1888 г. под Харьковом, за что был награждён Александром III. Римма Арсентьевна ушла добровольцем на фронт Великой Отечественной войны и воевала до самой Победы, участвовала в боях по освобождению Белграда, Будапешта, награждена орденами и медалями.
После смерти отца в 1952 г. (Юрию было 6 лет) воспитывался в семье отчима Харизоменова Павла Константиновича и его родителей — Константина Павловича и Марии Васильевны. Это была образованная семья — дед окончил семинарию, был из семьи потомственных священнослужителей, а бабушка обучалась в Смольном институте благородных девиц, была учительницей, писала стихи, состояла в дальнем родстве с М. Цветаевой. Круг общения Юрия и в детстве, и в юности был необыкновенно широк: семью неоднократно навещал В. Мессинг вместе с профессором Ленинградского университета, доктором биологических наук П. И. Гуляевым — известным исследователем мозга человека и кибернетики. Мария Васильевна часто наведывалась вместе с Юрием в Комарово на дачу «Зелёная будка» А. Ахматовой, с которой была в приятельских отношениях — дачи Новиковых и Харизоменовых находились по соседству. В студенческие годы ему посчастливилось лично пообщаться с М. Шагалом во время приезда последнего в Ленинград в 1973 г. — по просьбе его наставницы А. Лепорской он сопровождал известного художника по Ленинграду, не зная кто это и на его вопрос о творчестве Шагала, дал подробный критический анализ, за что получил в дар альбом его работ с автографом.
Юрий Новиков получил блестящее образование — окончил в 1965 г. знаменитую среднюю школу № 222 для одарённых детей (бывшая гимназия Петришуле, основанная Петром Первым). Разносторонность интересов в школьные годы определила многогранность личности будущего художника: тяга к рисованию была с детства, рисовал при каждом удобном случае на любом клочке бумаги. Обучался изобразительному искусству под руководством старшего брата-скульптора, который был студентом Таврического художественного училища (позже Академии художеств), помогал в его работе, любил писать натюрморты и делать линогравюры. Кроме этого занимался в Ленинградском Дворце пионеров в театральном кружке, играл на сцене в спектаклях, любовь к театру и классической литературе останется на всю жизнь и найдёт воплощение во многих творческих работах. Имел абсолютный музыкальный слух и феноменальную энциклопедическую память, знал наизусть историю искусств, помнил все даты и имена. В школьные годы увлекался радиоспортом, был чемпионом Ленинграда по «охоте на лис» (спортивной радиопеленгации). Отслужил в советской армии в радиовойсках, в элитной военной части связи, находившейся в Гатчине. Работал на правительственной связи техником дальней связи, участвовал в чешских военных событиях 1968 года, но от награды отказался (всегда имел активную гражданскую позицию и умел её отстаивать). После армии поступил в Ленинградский Западный технический институт на отделение радиоэлектроники, ушёл после 2 курса для того, чтобы связать свою жизнь с искусством, так как понял, что именно в искусстве нет пределов для совершенствования [17; 24].
Творческая биография Ю. М. Новикова связана с культурной жизнью Ленинграда (Санкт-Петербурга), Москвы и Сочи.

### Ленинградский период (1946—1984)
С первой попытки поступил в Ленинградское высшее художественно-промышленное училище им. В. И. Мухиной (Санкт-Петербургская художественно-промышленная академия имени А. Л. Штиглица), предварительно год занимаясь на подготовительных курсах и параллельно работая учебным мастером на кафедре керамики и стекла [41]. Хотел быть художником-графиком, но погружение в материал определило выбор специальности художника-керамиста. 1970—1975 — годы учёбы по специальности «Художественная керамика и стекло» у преподавателей В. Маркова, К. Митрофанова, В. Васильковского, М. Миклашевского, М. Гизе, О. Ивановой (из рода Бенуа). Рисунок преподавал П. П. Литвинский, с которым позже, в Москве Ю. Новиков работал вместе в творческой группе И. С. Глазунова над проектами интерьеров русского посольства в Мадриде. С Ильей Сергеевичем Глазуновым сотрудничал около 7 лет и считал его одним из главных своих учителей.
Большое влияние оказало на него и общение с Анной Александровной Лепорской, соратницей и единомышленницей К. Малевича, во время прохождения учебных и производственных практик на Ломоносовском фарфоровом заводе (ЛФЗ). А. Лепорская была наставником Ю. Новикова и во время его работы над дипломом, сделанном на ЛФЗ; с ней он постиг основы и композиционные принципы супрематизма, которые воплотил под её руководством в дипломной работе «Чайно-кофейный сервиз. Памяти Малевича» (рабочее название). В дипломной работе Новиков решал пластические задачи перехода формы из круга в квадрат и из квадрата в овал, но «супрематический» сервиз, посвященный Малевичу, в итоге пришлось назвать «цветочный», так как в 70-е годы XX века изучение формообразующих возможностей супрематизма не входило в магистральную линию отечественного художественного образования [43; 50]. А. Лепорская доверила Ю. Новикову знакомство с архивом К. Малевича, который хранился в то время у неё — позволила изучить письма, рисунки, эскизы. В память о А. Лепорской и К. Малевиче в 2005 г. возник цикл керамических пластов "Рождение «Чёрного квадрата» (находится в Сочинском художественном музее).
1971‒1977 — параллельно с учёбой начинается педагогическая деятельность: ведёт специальные дисциплины в Ленинградском художественном училище им. В. Серова (С.-Петербургское художественное училище имени Н. К. Рериха). Творческий путь Ю. Новикова также начался ещё в студенческие годы — участвовал во многих выставках. Будучи ещё студентом, сразу организовывает индивидуальную творческую мастерскую по адресу ул. Фонтанка, 2, чтобы быть независимым от производственного и технологического процессов в керамике. Знания по химии силикатов и электронике, полученные в техническом вузе, позволили ему самому сложить печь для обжига и освоить все этапы необходимые в керамике для творчества. Первые керамические произведения были выполнены из фарфора и шамотной массы, но затем предпочтение отдаёт наиболее сложной технике — росписи по сырой эмали (майолика), раскрывая новые возможности керамики как «высокого искусства». Кроме создания выставочных произведений, успешно работает в области декоративно-монументального искусства. После окончания ЛВХПУ им. Мухиной занимается творческой работой и выполняет заказы по договорам — создаёт декоративные панно и блюда для оформления общественных интерьеров во многих городах страны: Аэропорт Мезень (Архангельская обл.), пансионат «Джанхот» (Геленджик), НИИ «Поиск» (Ленинградская обл.), Дом культуры и детские сады (Набережные Челны), Зейская Гидроэлектростанция (г. Зея, Амурская обл.) и др.
С 1976 г. — член Союза художников СССР (молодёжное объединение ЛСХ). В 1977 г. Ю. Новиков работал в составе творческой группы на творческой даче в Горячем Ключе, где сделал серию графических работ на тему «Петербург Достоевского» и серию портретов художников-современников. Графика на петербургскую тему стала подготовительным этапом для воплощения её в майолике и одной из ведущих тем творчества. Серия блюд «Петербург Достоевского», «Петербург Пушкина», «Наводнение на Мойке», «Дворы моего детства» неоднократно экспонировались на различных выставках и закуплены Государственным музеем керамики и «Усадьбой Кусково XVIII века» (Москва). 1978 — работал в творческой группе в Доме творчества «Дзинтари» им. К. А. Коровина, где было сделано 18 керамических объёмно-пространственных композиций. В том числе — «Каштаны», «Игра в шахматы», «Космический ветер».
В 1979 г. был приглашен для воссоздания расписных уникальных изразцовых печей XVIII века в Большом Петергофском дворце (1979-1983-работа в Ленинградском специализированном управлении «Росмонументискусство» МК РСФСР). Дворец и печи были полностью разрушены во время войны 1941—1945 годов, эталонами для воссоздания служили несколько сохранившихся фрагментов изразцов, а цветовым аналогом — изразцовые печи Летнего дворца Петра I. Во время реставраторской работы им была проведена научно-исследовательская работа в архивах Ленинграда и Москвы, сделаны научные и художественные открытия в области технологии изготовления русских изразцов, разработаны технологические карты со всеми температурными графиками обжига для воссоздания традиции изготовления изразцов петровского стиля. Новиков Ю. был руководителем группы художников-реставраторов (В. Жигунов, А. Поваров, В. Павлушин), работавших в его личной творческой мастерской на Фонтанке, 2. В результате были воссозданы изразцовые печи в «Секретарской», «Кавалерской», «Голубой гостиной», «Белой столовой» Большого Петергофского дворца [1; 6]. В ходе работы он обратил внимание на конструктивные и утилитарные особенности русских изразцов с высокой румпой, ранее не исследовавшиеся искусствоведами [36, с. 290], расшифровал секрет высокой румпы, усиливающий теплосберегающие свойства изразца и подтвердил открытия в 2006 г. в изразцовой печи своего дома в Сочи[48, с. 67-72].

### Московский период (1984—1996)
1984—1996 — живёт в Москве, где принимает активное участие в общественной жизни Союза художников СССР (член парткома, участник съездов СХ СССР, член художественного совета «Росмонументискусство»). С 1984 г. — член МОСХ РСФСР, 1985—1996 — член правления ассоциации «Русские художники», член правления творческого объединения «Реалист», 1987—1996 — член творческого объединения художников-реалистов «Москворечье», председатель художественного совета по интерьерам и экстерьерам общественного питания, 1991—1993 — член правления ассоциации художников-прикладников Москвы, 1991—1996 — член Международного художественного фонда.
В Москве также построил свою личную мастерскую в Сокольниках, которая была на тот момент единственной современной керамической студией и местом для творческой работы многих московских художников-керамистов в постперестроечные годы, когда были закрыты фонды и художественные комбинаты (В. Ореховой, Н. Усова, М. Прибыловой, Е. Герасимовой, В. Ковалёва, М. Тараева, Э. Таратуты и др.).
Активно в этот период участвует в выставочной деятельности столицы [3; 5; 7; 9]. Работы Юрия Новикова на московских выставках отличались яркой индивидуальностью и высоким техническим исполнением — его блюда с городскими пейзажами, написанные плотно, многослойно, утверждали иную манеру, сохраняя при этом петербургские традиции [4, с. 11-12, 35]. В это же время занимается проектами интерьеров российских посольств в Вашингтоне (США) и в составе творческой группы И. Глазунова в Мадриде (Испания), в Вене (Австрия). Авторская керамика Новикова в виде подарков представительского класса выполнялась по заказу Росмонументискусство для послов Франции, Швеции; Фонда культуры СССР; Советской торговой Палаты для правительства Финляндии. Авторские работы Новикова преподносились в дар советским, российским и зарубежным персонам самого высокого уровня — Брежневу, Косыгину, Черненко, Андропову, Хаммеру, Хонеккеру, Чаушеску, зарубежным послам, деятелям культуры и искусства и др. [43]
Плодотворно в этот период работает и в жанре монументальной и интерьерной керамики — создал монументально-декоративные композиции, панно, вазы и изразцовые камины для оформления интерьеров общественных зданий: гостиницы «Заря» (Владимир) и «Интурист» (Гомель), Дом ветеранов сцены им. М. Г. Савиной (Москва), правительственные санатории «Завидово» (Подмосковье), «Белые ночи» (С.-Петербург), «Решма» (Кинешма, Ивановская обл.), санаторий «Удельная» (Подмосковье) и др.
В составе группы деятелей культуры и искусства СССР участвовал в Международной культурной миссии «Истоки-1» (1990) и «Истоки-2» (1993) — совершает творческие поездки с персональными выставками по средиземноморским странам (Турция, Греция, Италия, Египет, Израиль, Франция, Мальта, Кипр).

### Сочинский период (1997—2018)
С 1997 г живёт и работает в Сочи, где также построил личную творческую мастерскую . Создал «Музей керамики Юрия Новикова», где на протяжении 20 лет вёл большую просветителскую работу — проводил экскурсии, устраивал выставки и стажировки художников [14; 37; 42; 48; 49]. Был востребован как руководитель международных и отечественных мастер-классов для художников и дизайнеров на базе своей творческой мастерской [8; 10]. Преподавал в Сочинском государственном университете — профессор кафедры дизайна. Большой вклад внёс в становление тольяттинской керамической школы, будучи профессором кафедры декоративного искусства и дизайна Поволжского государственного университета сервиса [45]. Активно участвует в выставочной деятельности Краснодарского края. Создаёт в это время для частных интерьеров монументально-декоративные объекты (изразцовые панно, камины и печи) во многих городах России: Москва, Санкт-Петербург, Екатеринбург, Краснодар, Майкоп, Сочи и др. [11; 13; 15; 16; 18; 19; 20; 32; 34; 38; 39; 40; 47]
В 2006 г. к своему юбилею закончил уникальную изразцовую печь в Выставочном зале своего дома, изразцы для которой изготавливал и расписывал стилизованными сюжетами из собственной биографии в течение 8 лет [12; 25; 28; 29; 30]. Он же автор конструкции печи — сделал 9 вертикальных ходов и использовал старинные технологии кладки изразцов для высокого КПД (всё тело печи нагревается и сохраняет тепло в течение нескольких дней). Она оказалась самая высокая в мире — 6,02 м. В ней около 617-ти неповторяющихся по рисунку изразцов [22; 26; 27; 33; 35; 36].
В 2007 г. авторские работы Ю. Новикова были вручены экспертам Международной олимпийской оценочной комиссии (МОК) как произведения, отражающие творческий потенциал России. Его персональная выставка «Петербургские традиции в декоративном искусстве» стала частью программы Культурной Олимпиады Зимних Олимпийских игр Сочи-2014.
Статья о творчестве Ю. Новикова вошла в фундаментальное исследование истории русской художественной керамики доктора искусствоведения М. А. Некрасовой — энциклопедию «Русская художественная керамика VIII—XXI веков» [46, c. 455—456]. В последние годы жизни работал над серией абстрактных миниатюр для персональной выставки «Сто миниатюр», которая должна была продемонстрировать новое направление его творчества и открыться осенью 2018 г. в Москве.
Умер 06. 09. 2018 г. по удивительному совпадению при таких же обстоятельствах, как и Марк Шагал — «в полёте», в поднимающемся лифте на второй этаж дома из своей творческой мастерской от остановки сердца. Согласно завещанию кремирован, прах развеян над Чёрным морем.

### Семья
Жена — Барсукова Наталия Ивановна (22.09.1953), доктор искусствоведения, профессор, член Союза дизайнеров России, арт-директор «Музея керамики Юрия Новикова», Сочи.
Брат — Новиков (Варгачев) Виталий Михайлович (12.03.1932), скульптор-анималист, окончил Институт живописи, скульптуры и архитектуры им. И. Е. Репина Российской академии художеств (1968), заслуженный художник РФ.
Сестра — Новикова (Копанёва) Ольга Михайловна (1938), журналист, писатель.

### Техника и художественная система
Специфика творческого почерка Ю. Новикова определилась рано и творческая индивидуальность проявилась очень ярко. Гармоничность пропорций, ясность и классическая стройность форм и линий, чувство высокого стиля отличают как крупные его работы — изразцовые камины и печи, декоративные панно и интерьерные композиции так и миниатюры, блюда и пласты. Творчество разнопланово, сфера творческих интересов обширна — многофигурные составные композиции, интерьерная керамика (изразцовые камины и печи), монументально-декоративные панно, вазы, скульптура (объёмная и настенная анималистическая скульптура с росписью), блюда, пласты и плакетки, гончарная керамика, миниатюры и изогнутые поверхности с вписанными в них живописно-изобразительными композициями. Во всех своих творческих работах использовал приёмы сочетания живописи и пластики, взаимодействия формы и росписи — лаконичный пластический объём виртуозно дополнял выразительным звонким цветом и раскованным рисунком. Такими экспериментами на стыке цвета, формы, рисунка достигал цельности художественного образа, не разрушая форму. Утверждал в керамическом искусстве приём, далёкий от традиционного декорирования и декоративной росписи — создавал сюжетную живопись на основе русского реалистического искусства и композиционных приёмов супрематизма.
Высокое мастерство основывается на интуитивном чувстве декоративного в майолике и на глубоком понимании законов материала. Он органично соединял в керамике пространство и художественный образ, форму и цвет, используя возможности подглазурной и надглазурной палитр, но предпочитал работать в технике подглазурной полихромной росписи, позволяющей обобщать крупными мазками форму. Этому способствовала и новая авторская техника — роспись эмалями собственного приготовления. Колористические поиски стали в Сочинский период приоритетными, работы этого периода отличаются изысканно-утонченными цветовыми решениями, композиционной сложностью и многообразием. Для воплощения задуманного образа часто одновременно использовал различные глазури, эмали, соли и люстровые краски, создающие насыщенную многослойную палитру от густых тяжелых тонов до почти прозрачных. Излюбленными формами для живописных сюжетов были почти плоские блюда, вазы (авторские формы) и пласты. Использовал пласт как средство для создания объёмной керамики и как плоскую поверхность для керамической живописи.
Темы его росписей в пейзажном жанре — «Золотое кольцо России», «Русский Север». Стиль письма этих работ свободный, широкий, воздушный достигается особым приемом — набором на кисть сразу нескольких красок, сначала основной, затем рисующей и дополнительной. Прекрасно работал тоном, чувствовал и понимал ритм. Используя особый ритм веерных мазков с цветовыми растяжками, подвижных, музыкальных, он создавал живописные лирические картины русского пейзажа. Запечатлел таинственную суровую красоту Севера в серии блюд и плакеток по сказкам и поморским былям Б. Шергина — «Белая ночь», «Поморский берег», «Архангельские корабли», «Беломорская Русь».
Потомственный петербуржец, Новиков впитал в себя и более суровую, строгую атмосферу города как особой формы бытия — это образы старого Петербурга его детства, архитектура, воспринятая сквозь призму художественно-литературного видения Пушкина, Достоевского, Блока с их романтической метафоричностью. Это ностальгические монохромные зимние и осенние пейзажи с небом в тяжелых тучах, с темными домами и дворами-колодцами в сериях работ «Дворы моего детства», «Петербург Достоевского», «Старый город». Сложная гамма по колориту служит воплощением темы одиночества человека в большом городе. В этих работах использовал композиционные приёмы супрематизма, воспринятые от А. Лепорской. На геометрические объёмы, которые художник компонует в соответствии с ритмом вертикальных и горизонтальных линий и плоскостей, накладываются конкретные детали — окна, деревья, ограды. Полученный результат подвергает дальнейшей обработке: использование в задувках аэрографа, рожка, приёмов процарапывания и фактуризации придают пространству его работ особую психологичность, многослойность и напряженную глубину.
Несмотря на условность и даже абстракционизм многих своих работ, он всегда являлся приверженцем реализма. Абстрактную стилистику использовал в произведениях с концептуальным замыслом философско-символического характера — серии «Параллельные миры», «По Сириусу пешком», «Комета Галлея», «Компас жизни», «Астролябии», «Божественная пропорция», «Вход в Шамбалу». Эти работы, выполненные с помощью сложных технологий и сочетания фактур, плод его размышлений о мире, Вселенной, о себе, стремление заглянуть в непознанное, созерцание и концентрация внимания на интуитивном способе познания. Блестящее композиционное мышление Новикова в этих циклах наиболее раскованно и ассоциативно.
Виртуозное владение техникой позволяло художнику писать с ходу кистью без предварительных эскизов [2, с. 17-18], результаты всегда прогнозировал заранее, блестяще умел импровизировать в абстрактных композициях. В совершенстве знал технологию, а наличие собственной мастерской позволяло постоянно экспериментировать и открывать новые смысловые, композиционные, пластические и цветовые возможности майолики [31].

### Знаменитые работы
Новиков любил писать серии работ, состоящие из 30‒40 вариантов на одну тему: «Петровская флотилия», «Космические иллюзии». Работа над сериями — творческая потребность, дающая возможность отшлифовывать образную выразительность и технологию. Наиболее известные серии блюд и пластов: «Петербург Пушкина», «Наводнение на Мойке», «Дворы моего детства», «Петербургские сновидения», «Золотое кольцо России», «Русский Север», «Красная Поляна зимой».
Отдельные известные работы: пласт «Сорока на снегу», блюдо «Вход воспрещён» из серии «Дворы моего детства» (Музей керамики Юрия Новикова); скульптура "Синий бык. Иллюстрация к роману В. Орлова «Альтист Данилов», скульптура «Медведица. Спящая Россия» (Государственный Музей керамики «Кусково», Москва); квадриум "Рождение «Чёрного квадрата» (Сочинский художественный музей), расписная изразцовая печь-послание, выполненная в петровском стиле с изображением сюжетов из биографии художника и его семьи (Музей керамики Юрия Новикова, Сочи).

## Наследие

### Творческие работы для общественных интерьеров
- 1973 — Детский сад, Набережные Челны (декоративная скульптура, керамика — 12 шт.)
- 1974 — Дом культуры, Набережные Челны (20 декоративных блюд, керамика, глазурь)
- 1976 — Аэропорт Мезень (Архангельская обл.), декоративные блюда 15 шт., керамика, глазурь
- 1977 — Зейская Гидроэлектростанция, г. Зея, Амурская обл. (декоративное панно 1,5×1,5 м, керамика, глазурь)
- 1978 — Пионерлагерь «Восход», Ленинградская обл. (2 декоративных панно 3×3 м, керамика, роспись)
- 1979 — НИИ «Поиск», Ленинградская обл. (панно из 54 пейзажных блюд, керамика, роспись)
- 1979 — Адмиральская атомная подводная лодка (11 пейзажных блюд)
- 1979—1983 — воссоздание изразцовых печей в Кавалерской, Секретарской, Голубой гостиной и Белой столовой Большого дворца в Петергофе, Ленинградская область
- 1983 — пансионат «Джанхот», Геленджик, Краснодарский край (85 декоративных блюд разной тематики и размеров, майолика, роспись)
- 1985 — гостиница «Заря», Владимир (декоративное панно из 26 блюд на тему «Золотое кольцо России», керамика, роспись)
- 1986 — гостиница «Интурист», Гомель (панно 3,5×1,8 м, керамика, роспись)
- 1986 — санаторий 4-го главного управления, ст. Удельная, Московская обл. (панно 2×1,5 м, 15 блюд, майолика, роспись)
- 1987 — Представительство СССР в Австрии, Вена (изразцовый камин угловой, майолика, роспись, 2х1,5 м)
- 1987 — санаторий «Решма», Кинешма, Ивановская обл., (изразцовый камин 2,2х1,7х3,2 м, 3 вазы, майолика, роспись)
- 1988 — Посольство СССР в Испании, Мадрид (проектирование изразцовой печи для «московской» гостиной)
- 1988 — Центральная детская библиотека, Москва (ваза 1,5 м, керамика, глазури)
- 1988 — Посольство СССР в США, Вашингтон (проектирование изразцового камина)
- 1989 — Дом ветеранов сцены, Москва (декоративное панно и композиции, 56 блюд, керамика, роспись)
- 1992 — санаторий «Белые ночи», С.-Петербург (камин изразцовый 1,5х0,6х3,1 м, майолика, роспись)
- 1994 — районная детская библиотека, Москва (изразцовый камин 1,5х0,6х3,1 м, майолика, роспись)
- 1995 — правительственный санаторий «Завидово», Подмосковье (изразцовый камин 1,7х0,6х2,9 м, майолика, роспись)
- 1998 — пансионат Министерства путей сообщения, Сочи (декоративные пласты, майолика, роспись).
- 2004 — Телецентр Гостелерадиокомпании, Сочи.

### Музеи
В течение жизни создал более 10000 творческих работ, многие из которых находятся в известных зарубежных и отечественных музеях, галереях и частных коллекциях: США (Нью-Йорк, Лос-Анджелес), Канаде, Италии, Испании (Мадрид), Франции (Париж), Германии (Ганновер), Австрии (Вена), Бельгии (Брюссель), Финляндии (Хельсинки), Греции (Афины) и др.
В том числе:
- Музей искусств Арманда Хаммера (Museum Hammer), Лос-Анджелес, США
- Музей современного искусства, Афины
- Государственный музей истории Санкт-Петербурга (фонд керамики и стекла), Санкт-Петербург
- Художественный фонд СССР (фонд Санкт-Петербургского Союза художников)
- Большой дворец, Петергоф, Петродворец
- Музей прикладного искусства Санкт-Петербургской Государственной художественно-промышленной академии им. А. Л. Штиглица, Санкт-Петербург
- Фонды Министерства культуры РФ, Москва
- Государственный музей керамики «Кусково», Москва
- Курская областная картинная галерея им. А. А. Дейнеки, Курск
- Картинная галерея, Кострома
- Сочинский художественный музей, Сочи
- Галерея «Курортный парк», Сочи
- Музей современного искусства, Цхинвал
- Краевой музей им. Шпаковского, Ессентуки
- Национальная картинная галерея Абхазии, Сухум
- Этнографический парк-музей «Этномир» (Павильоны «Португалия», «Голландия», «Украина» на улице Мира), Калужская обл., д. Петрово.
- Музей керамики Юрия Новикова, Сочи, где представлено целостное творчество художника (Сочи, ул. Леселидзе, д. 37/1)
- Краснодарский краевой выставочный зал изобразительных искусств

## Выставки

### Персональные выставки
- 1983 — персональная выставка «Природа и фантазия», ВДНХ, Москва.
- 1985 — персональная выставка в музее «Зарядье», Москва
- 1985 — персональная выставка «Родная природа», ВДНХ, Москва
- 1986 — персональная юбилейная выставка в Музее истории города Новомосковска, Новомосковск
- 1988 — персональная выставка в ЦДХ, Москва.
- 1989 — персональная выставка «От природы к искусству», Выставочный зал «Охрана природы», Разина, 5 (ул. Варварка), Москва (диплом 1 степени)
- 1990 — персональные выставки с международной культурной миссией «Истоки-1» по странам Средиземного моря в городах: Афины, Салоники (Греция), Стамбул (Турция), Хайфа (Израиль), Рим, Неаполь (Италия), Александрия (Египет), Марсель (Франция), Ла Валлетта (Мальта) и Ларнака (Кипр).
- 1990 — персональная выставка в Хельсинки, Финляндия
- 1991 — персональная выставка в Музее декоративного искусства Афины, Греция
- 1992 — персональная выставка «Творческая мастерская Юрия Новикова», Музей им. В. И. Ленина, Москва
- 1993 — персональные выставки с международной культурной миссией «Истоки-2» по странам Средиземного моря в городах: Салоники (Греция), Александрия, Каир (Египет), Стамбул (Турция).
- 1993 — персональная выставка в Музее декоративного искусства, Афины, Греция
- 1994—1995 — персональная выставка «Керамика Юрия Новикова» в галерее «Манжелей», Сочи
- 1994 — персональная выставка в художественной галерее «Лавка художника», Невский, 8, С.-Петербург.
- 1994 — персональная выставка в галерее «Art Pictures», Москва
- 1996 — персональная юбилейная выставка «Петербургские сновидения — керамика Юрия Новикова» в галерее керамики и фарфора «Славянский дом», Москва
- 1996 — персональная юбилейная выставка в галерее «Манжелей», Сочи
- 1998 — персональная выставка к открытию «Музея керамики Юрия Новикова», Сочи (по настоящее время)
- 2005 — персональная выставка «Космическая Одиссея». Клуб «Галерея», Сочи
- 2006 — персональная выставка «Интер-салон», Сочи
- 2006, июль — персональная выставка «Керамические фантазии Юрия Новикова», посвящённая 60-летию со дня рождения (Сочи, Художественный музей).
- 2006, ноябрь — персональная выставка «Керамические фантазии Юрия Новикова», посвящённая 60-летию со дня рождения (Краснодарский краевой выставочный зал изобразительных искусств)
- 2010 — персональная выставка «Из глины я стихи свои творю!», Краснодар, Краевой выставочный зал
- 2011 — юбилейная персональная выставка «Из глины я стихи свои творю!» Сочи, июль, Арт-центр «Родина» (Почётная грамота Главы города Сочи, Почётная грамота Городского собрания Сочи), Краснодар, 2011, сентябрь
- 2011 — юбилейная персональная выставка «Керамос», август, Сочи, Художественный музей (Диплом Союза художников России за выдающийся вклад в развитие изобразительного искусства России)
- 2013—2019 — персональная постоянно действующая выставка «Петербургские традиции декоративного искусства», Сочи-Адлер, галерея «Курортный парк».
- 2014, февраль — персональная выставка в рамках культурной программы Зимних Олимпийских игр Сочи-2014, Медиацентр, Сочи.
- 2015 — персональная выставка «Морская стихия», Центр деловой культуры «Дом 1934», Сочи.
- 2017 — персональная выставка «В краю магнолий», Художественный музей, Сочи
- 2018—2019 — персональная постоянно действующая выставка «Город детства», Культурно-этнографический центр «Моя Россия» (тематический павильон «Санкт-Петербург»), Роза хутор, Сочи

### Коллективные выставки
- 1971 — Выставка ЛВХПУ им. Мухиной на ВДНХ, Москва
- 1971 — 3-я Всесоюзная художественная выставка «Физкультура и спорт», Москва-Ленинград
- 1973 — студенческая выставка во время прохождения практики в Венгрии (Будапешт)
- 1974 — Всесоюзная выставка «Творчество молодых», ВДНХ СССР, Москва
- 1976 — Всесоюзная художественная выставка «Молодость страны», Ленинград-Москва
- 1977 — 1-я выставка «Ленинградская керамика», Ленинград
- 1977 — выставка Ленинградского Союза художников «Натюрморт», Ленинград
- 1978 — «Весенняя выставка» Ленинградского Союза художников, Ленинград
- 1978 — «Молодые художники фонда», Ленинград
- 1978 — выставка в рамках керамического симпозиума художников в Дзинтари, Латвия.
- 1978 — Всесоюзная выставка «60 лет ВЛКСМ», Ленинград-Москва
- 1979 — 4-я Всесоюзная художественная выставка «Физкультура и спорт в изобразительном искусстве», Ленинград-Москва
- 1979 — выставка «Наш современник», Ленинград
- 1980 — городская выставка «О времени и о себе», Ленинград
- 1980 — выставка молодых ленинградских художников «Наш Ленинград», Ленинград
- 1980 — выставка «Петербург — Петроград — Ленинград в изобразительном искусстве», Ленинград
- 1981 — выставка молодых ленинградских художников «Наш Ленинград», Ленинград
- 1981 — выставка «Наш современник», Ленинград
- 1981 — 2-я выставка «Ленинградская керамика», Ленинград
- 1981 — «Осенняя выставка» Ленинградского Союза художников, Ленинград
- 1981 — «О времени и о себе», Ленинград
- 1982 — Всесоюзная художественная выставка «Молодость страны», Ленинград — Москва — Томск
- 1982 — Всесоюзная выставка «В семье единой», ВДНХ, Москва
- 1983 — Всесоюзная художественная выставка «Наш современник», Ленинград-Москва
- 1983 — Осенняя выставка произведений ленинградских художников, Ленинград
- 1984 — 2-я выставка «Московская керамика», Выставочный центр МСХ "Московская галерея на Кузнецком мосту, Москва
- 1985 — Осенняя выставка МОСХ, Москва
- 1985 — выставка «Росмонументискусство», посвящённая 40-летию победы в ВОВ 1941—1945 годов, Москва
- 1986 — выставка в рамках Всесоюзного симпозиума художников-керамистов в Дзинтари, Латвия
- 1986 — выставка «Родные просторы», ВДНХ, Москва
- 1987 — Всесоюзная художественная выставка посвященная 70-летию Октябрьской революции в Манеже, г. Москва.
- 1989 — 3-я выставка «Московская керамика», Центральный Дом Художника (ЦДХ), Москва
- 1989 — Международная выставка «Керамика в промышленности и искусстве», Ганновер, Германия
- 1990 — выставка художников объединения «Москворечье», Выставочный зал Союза художников на Кузнецком мосту, Москва
- 1991 — выставка художников творческого объединения «Реалист», Петровский пассаж, Москва
- 1992 — выставка «Арт-транзит» по 10 городам Франции
- 1993 — выставка "Объединение художников «Москворечье», выставочный зал на Кузнецком мосту, Москва
- 1993 — выставка творческих объединений «Реалист» и «Москворечье», Петровский пассаж, Москва
- 1994 — выставка в Galerie Natalie Boldyreff, Paris (Париж, Франция)
- 1995 — выставка московских художников-прикладников, ЦДХ, Москва
- 1995 — Всероссийская художественная выставка «Родная земля», Выставочный центр МСХ "Московская галерея на Кузнецком мосту, Москва
- 1995 — Международная художественная выставка «Городской пейзаж», Галерея «Манжелей», Сочи (диплом)
- 1996 — «Декоративное искусство России», ЦДХ, Москва
- 1996 — «Поэзия Петербурга — шедевры ведущих художников на Неве», Галерея эксклюзивной керамики и фарфора «Славянский дом», Москва
- 1996 — всероссийская выставка «Авангард в искусстве фарфора», ЦДХ, Москва
- 2001—2005 — регулярные выставки в рамках проекта «Интерьер, дизайн», Зимний театр, Сочи
- 2001- городская выставка «Гимн осени», Зимний театр, Сочи
- 2004 — городская выставка «Золотая кисть Сочи», Художественный Музей, Сочи
- 2005 — выставка сочинских художников «Золотая кисть», Сочи (диплом)
- 2006 — 5-я Арт-ярмарка «Лучшие художественные галереи», 15-23 апреля, ИнфоПространство, Галерея «Арт-Ранкор», Москва
- 2006 — «Золотая кисть», Художественный Музей, Сочи (диплом)
- 2006 — Выставка «Впервые вместе», посвящённая 30-летию Сочинского Художественного музея, Художественный музей, Сочи
- 2007 −7-й Московский международный Салон инноваций и инвестиций, ВВЦ, Москва (диплом)
- 2007 — «Золотая кисть», Художественный Музей, Сочи
- 2008 — 8-й Московский международный Салон инноваций и инвестиций, ВВЦ, Москва (диплом)
- 2008 — «Золотая кисть», Художественный Музей, Сочи (диплом)
- 2010 — выставка «Древней глины волшебство», Краевой музей им. Шпаковского, Ессентуки
- 2010 — Международный конкурс-выставка декоративно-прикладного искусства и дизайна «Феродиз-2010», Железноводск (диплом лауреата и Медаль «Леонардо» Союза дизайнеров России и Национальной академии дизайна)
- 2011 — Выставка-конкурс «Художники юга России — за чистую воду», Сочи, (диплом лауреата)
- 2012 — Международный конкурс-выставка декоративно-прикладного искусства и дизайна «Феродиз-2012», Железноводск (диплом лауреата Союза дизайнеров России)
- 2013 — Выставка «Художники юга России — за чистую воду», Сочи
- 2014 — Выставка «Золотые руки», Галерея «23:59», Сочи
- 2014 — выставка «Синтез искусств», Органный зал, Сочи
- 2016 — Художественная галерея «Олгиз», Красная Поляна, Сочи
- 2017 — Художественная галерея «Форт», Сочи.

### Галерея
- Скульптура "Синий бык"

### Сочинения Юрия Новикова
- 1. Новиков Ю. Декоративная композиция «Город» //Декоративное искусство СССР, № 4 (341), 1986, с. 48.
- 2. Новиков Юрий. Как построить печь/Декоративное искусство СССР, № 7 (368), 1988. С. 46-47.
- 3. Новиков Ю. М. Нужны ли России мастера? К проблеме дизайна среды как эстетической категории зрелого постмодернизма//Матер. конф. «Национальные приоритеты развития России: образование, наука, инновации», 5-8 февраля 2007, ВВЦ. М.: 2007. с. 242—243.
- 4. Новиков Ю. М. Музейная среда в системе современной культуры (совм. с Н. Барсуковой)//Проблемы, инновационные подходы и перспективы развития индустрии туризма. Мат. 7-й межд. науч.-практ. конфер., Сочи, 16-18 мая 2007 г. Сочи: СГУТиКД, 2007, с. 197—201.
- 5. Новиков Ю. М. Знаковость и символика бытовой русской керамики. //Национальные приоритеты развития России: образование, наука, инновации. М.: ВВЦ, 2008, с. 263—266.
- 6. Новиков Ю. М. Проблемы дизайна каминов в жилой среде// Строительство в прибрежных курортных регионах. Мат.4-й Межд. науч.-практ. конф. Сочи: СГУТиКД, 2006, с. 168—172.
- 7. Новиков Ю. М. Производственная технология как фактор организации творческо-деловой среды //Вестник ОГУ № 76 /октябрь 2007, Архитектура и дизайн. Теория и практика, Оренбург: ОГУ, 2007, с. 140—145.
- 8. Новиков Ю. М. Законы гармонизации как универсальные категории// Дизайн 21 века — традиции и новации. Мат 3-й Всер. науч.-практ. конф. Сочи: СГУТиКД, 2010. С. 55-64.

### О Юрии Новикове: монографии и статьи
- 1. Колесова О. Секреты старых изразцов//Ленинградская правда, 11 декабря 1980
- 2. Гамалея Генриэтта. Традиции взыскательная строгость. О керамике Юрия Новикова//Декоративное искусство СССР, № 9 (334), М. 1985, с.17-18.
- 3. Кузьмина Т. У нас в гостях московские художники//Новомосковская правда, 9 декабря 1986
- 4. Третья выставка «Московская керамика». Каталог//М.: Советский художник, 1989. С. 11-12, 35.
- 5. Быстров Владимир. Реализм — это когда художник пишет не натуру, а воздух// Сочи, № 48, 1993
- 6. Танин А. Душе и взгляду — на века//Голос, № 12, М.: 1995
- 7. Быстров В. Одухотворённая глина// Сочи, № 37, 1996
- 8. С. Г. Коктебель на Пластунке// Сочи, № 38, 1997
- 9. Григорьева Наталья. Три жизни Юрия Новикова//Курортная газета, март 1999
- 10. Снежина Наталия. Культурный островок. Мастер и Маргарита//Правда-матка, Сочи, 27 августа-2 сентября 2001
- 11. Любовь Иванова. Жизнь как творчество или личность художника как культурно-эстетический феномен//Синопсис, Ростов-на-Дону, № 3, 2002, с. 98-99
- 12. Юрченко А. Автобиография на печных изразцах//Черноморская здравница, Сочи, 15 ноября 2003
- 13. Григорьева Е. Красота, рождённая в пламени//Мебель, декор, интерьеры Юга. Ростов-на Дону, № 1, 2004, с. 36-37
- 14. Мельников А. П. Частный музей керамики и живописи Юрия Новикова. //Круг интересов, № 4, Сочи, авг. 2005, с. 38-39
- 15. Новикова Елена. Огонь живой ту глину опалил// Новости Сочи, 16 апреля 2005
- 16. Новикова Елена. Пленник красоты//Новости Сочи, 31 декабря 2005
- 17. Петросян Анна. Тот, кто дружит с глиной, и не только//Черноморская здравница, Сочи, 10 декабря 2005
- 18. Саакова Натэлла. Глину замешать огнем. //Черноморская здравница, Сочи, 3 августа, 2006.
- 19. Саакова Натэлла. Жизнь и фантазии Юрия Новикова//Сочи, № 25, 2006.
- 20. Соколинская Татьяна. Керамеус//Душа моя, № 7 (112), Краснодар, август 2006.
- 21. Григорьева Е. К новым вершинам//Мебель, декор, интерьеры Юга, Ростов-на Дону, весна, 2006, с. 20-21.
- 22. Гужева Надежда. Камины для Чубайса и печка для Гиннесса. //Собеседник, № 46, М.: 2006.
- 23. Шурманова Екатерина. Седьмое небо Юрия Новикова. //Черноморская здравница, Сочи, 6 июля 2006.
- 24. Новикова Елена. Случайность, изменившая жизнь//Новости Сочи. 4 июля, 2006.
- 25. Перевозчиков Валерий. Печь-послание//Сочи, № 49, 14-20.12.2006.
- 26. Неделько Илья. Печь-гигант//Краснодарский курьеръ, № 46, 2006.
- 27. Сизов Игорь. Чудо-печь от чудо-мастера//Вольная Кубань № 144, 22 сентября, Краснодар, 2006.
- 28. Талалов И. В. Камины и керамика Юрия Новикова//Энциклопедия дома. № 4, Тольятти: 2006.
- 29. Галицких Олег. Изразцовые сюжеты. //Российская газета, 137, Москва, 2007
- 30. Барсукова Н. Дизайн среды в проектной культуре постмодернизма. М.: МСХА им. К. А. Тимирязева, 2007. с. 111—112
- 31. Барсукова Н. Дом-музей керамиста Юрия Новикова. К вопросу о художественной среде как микрокосме и форме бытия художника. //Архитектура, строительство, дизайн, № 2, 2007, М.: МАСА, с. 84-86
- 32. Барсукова Н. «Забавы Велеса»//Ведическая культура, вып.13, Краснодар, 2007, с. 23
- 33. Самоделова Светлана. Бог домашнего очага//Московский комсомолец, 27 октября М.: 2008
- 34. Тулаев П. В. Керамика Юрия Новикова//Атеней № 8, М.: 2008
- 35. Демьянец А. Дворцовый стиль /Небо Кубани, сентябрь № 8 (44), 2008, с. 116—118
- 36. Калиничева М. М., Жердев Е. В., Новиков А. И. Научная школа эргодизайна ВНИИТЭ. Предпосылки, истоки, тенденции становления. М.: 2009, с. 290—292
- 37. Пачулия Л. В гостях у сочинского художника//Республика Абхазия, № 138, 10 декабря, 2010
- 38. Петросян А. Из глины я стихи свои творю. Выставка Юрия Новикова//Черноморская здравница, 5 августа, 2011
- 39. Новикова Е. «Взорвавший» керамику изнутри//Новости Сочи, № 126, 3 августа, 2011
- 40. Новикова Е. Всё только начинается //Новости Сочи, № 132, 11 августа 2011
- 41. Петросян А. Глиняные поэмы Юрия Новикова//Платановая аллея, апрель, 2012
- 42. Цеквава В. «Король» майолики //Кубанские новости, № 152, 23 августа, 2013
- 43. Барсукова Н. Из глины я стихи свои творю. Художник-керамист Юрий Новиков (монография). Тольятти: ПВГУС, 2014. 112 с.
- 44. Ермакова Е. Один день с нами…//Новости Сочи, № 132, 9 августа 2014
- 45. Барсукова Н. И. Образование и творчество — формы взаимодействия// Образование. Наука. Культура/ Мат. межд. науч. форума 23 ноября 2016 г. Гжель: ГГУ, 2017. С. 32-36
- 46. Некрасова М. А. Новиков Юрий Михайлович //Русская художественная керамика VIII—XXI веков (Иллюстрированная Энциклопедия). М.: Academia, 2017, с. 455—456
- 47. Барсукова Н. И. Символика как средство индивидуализации жилой среды/ Инновации в социокультурном пространстве//Мат. X межд. науч.-практ. конф. 20 апреля 2017 г. ч.1. Благовещенск: АмГУ, 2017. С. 5-8
- 48. Барсукова Н. И. Музей одного художника как средовой музей /Музеи декоративного искусства, художественной промышленности и дизайна: вчера, сегодня, завтра/ Мат. межд. науч. конф. к 150-летию Музея ДП и промышленного иск-ва МГХПА им С. Г. Строганова. М.: 2018. С. 67-72
- 49. Барсукова Н. И. Туристический сувенир — опыт создания авторского сувенира в Сочи /Мат.3-й Всерос. национ. научн.-практ. конф. «Образ, знак и символ сувенира» 15.12.2017. СПб: СПБГХПА им. А. Л. Штиглица, 2018. С. 10-15
- 50. Барсукова Н. И. Петербургские традиции в творчестве Юрия Новикова — к проблеме художника и художественной школы /Декоративное искусство и предметно-пространственная среда. Вестник МГХПА, 2018, 1, ч.1. с. 261—279.

## Фильмография — фильмы о творчестве Ю.Новикова
- 1. «Тайны синих изразцов», Леннаучфильм, Ленинград, 1981
- 2. «Керамика Юрия Новикова» Гостелерадио СССР, 1990
- 3. «Московские встречи» РТР, Москва, 1991
- 4. «Поэзия о глине» РТР, Москва, 1993
- 5. «Художник-керамист Юрий Новиков», ГТРК Сочи, 2002
- 6. «Мастер и Маргарита» Эфкате, Сочи, 1999
- 7. «Печь длиною в жизнь», Макс ТВ, 2006, Сочи — фильм получил серебряную медаль на конкурсе «ТЭФИ-РЕГИОН 2006», специальный приз «Мастеру за мастерство в рассказе о мастерах», диплом на всероссийском конкурсе «Время действовать» в номинации «Кто наш герой ?»
- 8. «Наш человек», ВГТРК, Москва
- 9. «Керамист Юрий Новиков», RTG CORP, 2009[12]
- 10. Фильм о творчестве Новикова в рамках освещения культурной жизни Олимпийского Сочи, олимпийская вещательная служба «OBS» (Olympic Broadcasting Services) Международного олимпийского комитета, 2014.